# Trace Group
Pour les articles homonymes, voir Trace.
Vous pouvez aider à l'améliorer ou bien discuter des problèmes sur sa page de discussion.
- Il ne cite pas suffisamment ses sources. Vous pouvez indiquer les passages à sourcer avec {{référence nécessaire}} ou {{Référence souhaitée}}, et inclure les références utiles en les liant aux notes de bas de page. (Marqué depuis août 2024)
- Il n’est pas rédigé dans un style encyclopédique. (Marqué depuis août 2024)

- Archive Wikiwix
- Bing
- Cairn
- DuckDuckGo
- E. Universalis
- Gallica
- Google
- G. Books
- G. News
- G. Scholar
- Persée
- Qwant
- (zh) Baidu
- (ru) Yandex
- (wd) trouver des œuvres sur Wikidata

Trace Group est un groupe de médias français créé par Olivier Laouchez, Claude Grunitzky et Richard Wayner en 2002 et qui édite plusieurs chaînes de télévision thématiques en offre payante ciblant un public urbain de 15-34 ans. La marque propose également des services numériques, de téléphonie mobile, des radios FM et des événements. Depuis février 2014, le groupe Trace est détenu à 75 % par le Suédois Modern Times Group.

## Histoire
Bimensuel créé à Londres en 1995 par Claude Grunitzky, le magazine TRUE prend en 1996 le nom de TRACE Magazine, publication consacrée à la mode, la musique et aux styles de vie des « Nouvelles Générations Urbaines ».
En 1998, le magazine TRACE s'installe à New York avant de relancer en septembre 2002 une édition britannique. La version internationale, en anglais, distribuée dans 29 pays et présentée comme considérée comme le « Vogue Urbain Lifestyle » progresse rapidement. Une édition française du magazine est lancée courant 2003.
En 2002, Olivier Laouchez trouve des investisseurs, notamment Urban Investment Group et des business angel (Claude Grunitzky et Richard Wayner) pour investir dans la société de droit néerlandais Alliance TRACE Media BV,. Avec ces fonds, il rachète successivement 80,01% des parts de la chaîne musicale MCM Africa au groupe MCM (Lagardère Active) (qui deviendra Trace TV en 2003) et les deux éditions américaine et britannique du magazine TRACE.
Le PDG Olivier Laouchez associé au management, et avec les fonds d’investissement Citizen Capital et Entrepreneur Venture reprend en juillet 2010 sous forme de LMBO les parts détenues par Goldman Sachs et Claude Grunitzky dans l’Alliance Trace Media. TRACE déclare compter alors plus de  20 millions d’abonnés dans 150 pays, dont 9 millions en Europe, 6 millions en Afrique (anglophone comme francophone) ou elle est la première chaîne musicale du continent, et 1 million en Asie. Le groupe TRACE réalise en 2010 un chiffre d’affaires supérieur à 12 millions d’euros - dont 75 % réalisé hors de France, en progression de 50 % par rapport à 2009.
En 2012 Trace lance la Black carte Trace Mastercard, carte de paiement prépayée dont le parrain est le rappeur Soprano.
La station de radio Trace FM est rachetée en janvier 2014 au groupe Hersant Média. Pour rappel, le groupe Trace avait concédé une licence d'exploitation en 2005.
En février 2014 Modern Times Group (MTG) annonce son entrée au capital du groupe Trace en rachetant 75 % des parts.
En juillet 2014, Trace lance dans certains pays d'Afrique lusophone (Angola et Mozambique) Trace Toca, chaîne musicale consacrée aux musiques afro-lusophones ainsi que Trace FM sur la Radio numérique terrestre (RNT) à Paris,.
En novembre 2015, Trace lance Trace Gospel, une chaîne consacrée au gospel. Trace s'est associé au label Wati B pour favoriser l’émerge de nouveaux artistes urbains.

## Capital
Jusqu'en février 2014, le capital est détenu par Olivier Laouchez et le reste de la direction, puis les fonds Entrepreneur Venture (24,99 %) et Citizen Capital (24,99 %). La répartition évolue par la suite : 75 % détenus par Modern Times Group (MTG) et (25 %) Olivier Laouchez et le reste de la direction à partir de février 2014.

## Activités

### Radio
- Trace FM : radio créée en 12 juillet 1985 émettant en Martinique, Guadeloupe, Haïti et en Guyane (depuis août 2009). Trace FM a été lancée en Côte d'Ivoire en 2015[15].

### Chaînes de Télévision et Slogans
| Logo | Chaîne                                            | Date de création   |
| ---- | ------------------------------------------------- | ------------------ |
|      | Trace TV (disparue) 1ère Télévision Urbaine       |                    |
|      | Trace Urban We Are Urban Music                    | 27 avril 2003      |
|      | Trace Tropical (disparue) We Are Tropical Music   |                    |
|      | Trace Caribbean We Are One Caribbean              | 12 février 2009    |
|      | Trace Africa We Are African Music                 | 15 novembre 2011   |
|      | Trace Toca We Are A Paixão Da Musica              | 23 juillet 2014    |
|      | Trace Gospel We Are Gospel Music                  | novembre 2015      |
|      | Trace Sports (disparue) We Love Champions         |                    |
|      | Trace Sport Stars We Are Champions Lovers         | juin 2011          |
|      | Trace Naija We Are Afrobeats                      | 1er septembre 2016 |
|      | Trace Mziki We Are Mziki Chem Chem                | 1er septembre 2016 |
|      | Trace Kitoko We Are Congolese Music               | 4 avril 2018       |
|      | Trace Ayiti We Are Haïtian Music                  | 2018               |
|      | Trace Latina We Are Latin Music                   | 2019               |
|      | Trace Hip-Hop We Are Hip-Hop                      |                    |
|      | Trace Afrikora (disparue) We Are Kora Music       | 2019               |
|      | Trace Teranga We Are Teranga Music                |                    |
|      | Trace Brazuca We Are Mùsica Brasiliera            | 25 juillet 2020    |
|      | Trace Vault (disparue) We Are Nostalgia           |                    |
|      | Trace Vanilla We Are Vanilla Music                | 2020               |
|      | Trace Jama We Are Ghanaian Music                  | 2020               |
|      | Trace Prime (disparue) We Love Afro-Urban Culture | fin 2017           |
|      | Trace Hits (disparue) We Are Hit Music            |                    |
|      | Trace Muzika We Are Ethiopian Music               | 2020               |
|      | Trace Mboa We Are Mboa Music                      | 2020               |
|      | Trace Xmas (disparue) We Are Festive Hits         |                    |
|      | Trace Christmas (disparue) We Are Festive Hits    |                    |

### Téléphonie
Trace Mobile est une offre de téléphonie mobile proposée aux Antilles-Guyane, dans l'Océan Indien et en Afrique, ciblant les 12-25 ans. En 2015,Trace Mobile se déploie en Afrique du Sud en partenariat avec l’opérateur téléphonique local Cell C et propose notamment un service de streaming musical développé avec Universal Music.

## Fondation Trace
Le groupe crée en 2011 une fondation d’entreprise ayant pour vocation d'accompagner de jeunes "talents multiculturels" dans le financement et la réalisation de projets numériques ou audiovisuels.

## Annexe